# Bitwa o Gabon
Bitwa o Gabon, zwana też bitwą o Libreville – walki pod koniec 1940 r. pomiędzy wojskami Wolnej Francji oraz morskimi i lotniczymi siłami brytyjskimi a siłami wiernymi Francji Vichy, których celem było opanowanie Gabonu przez siły alianckie.

## Geneza
Po ataku Niemiec na Francję i kapitulacji wojsk francuskich 22 czerwca 1940 roku, w Wielkiej Brytanii zawiązał się Komitet Wolnej Francji pod przewodnictwem gen. Charles’a de Gaulle’a. Natomiast w południowej części Francji powstało marionetkowe państwo francuskie zwane Francją Vichy, na czele którego stanął marszałek Philippe Pétain. Gubernatorzy francuskich kolonii w Afryce opowiedzieli się po różnych stronach. Georges Pierre Masson, gubernator Gabonu we Francuskiej Afryce Równikowej, okazał się zwolennikiem rządu Vichy. W tej sytuacji gen. de Gaulle postanowił zająć zbrojnie tę kolonię. 8 października przybył do Duali w pobliskim Kamerunie, gdzie spotkał się ze sztabem swoich wojsk. 12 października został zatwierdzony plan zajęcia Gabonu.

## Przebieg działań
27 października oddziały wojskowe Wolnych Francuzów pod dowództwem płk Philippe’a Marie Leclerca przekroczyły granicę Gabonu. Z terytorium Kamerunu nacierała Grupa „Dio”, zajmując miejscowość Mitzic, a następnie kierując się na południe. Grupy „Parent” i „Delange” atakowały z obszaru Kongo w kierunku północnym. 5 listopada skapitulował vichystowski garnizon Lambaréné. Tymczasem Grupa „Kœnig”, przewożona statkiem handlowym „Casamance”, wylądowała w nocy w Pointe La Mondah, po czym skierowała się na Libreville. Jednocześnie toczyły się działania na morzu, gdzie wraz z okrętami francuskimi działały brytyjskie siły morskie pod dowództwem wiceadm. Johna Cunninghama, w składzie dwóch krążowników „Devonshire” i „Delhi” i mniejszych jednostek. Brytyjskie okręty miały rozkaz prowadzić blokadę Libreville i zatrzymywać jednostki Vichy, nie otwierając ognia jako pierwsze. 8 listopada brytyjski slup HMS „Milford” podczas patrolowania wybrzeża Gabonu zatopił ok. 20 mil od brzegu francuski okręt podwodny „Poncelet”, którego zadaniem był atak na siły desantu w zatoce, a który usiłował storpedować okręt brytyjski. 9 listopada brytyjskie samoloty Westland Lysander zbombardowały lotnisko w Libreville. Wojska Wolnych Francuzów po dotarciu do stolicy Gabonu napotkały silny opór, ale ostatecznie zajęły miasto. W tym czasie siły morskie, w tym kanonierka kolonialna „Savorgnan de Brazza”, zaatakowały okręty Vichy, zatapiając bliźniaczą kanonierkę kolonialną „Bougainville”. 12 listopada poddały się w Port-Gentil ostatnie oddziały wierne rządowi Vichy pod dowództwem gen. Marcela Têtu. Gubernator G. P. Masson popełnił samobójstwo, a jego miejsce zajął nowy urzędnik z nadania gen. Charles’a de Gaulle’a. Na stronę Wolnych Francuzów przeszła mniejsza część żołnierzy Vichy, zaś reszta została internowana do końca wojny w obozie w Brazzaville w Kongu.

## Siły obu stron
Wojska Wolnych Francuzów
- Piechota – d-ca płk Philippe Marie Leclerc
  - Grupa „Dio” (Groupement „Dio”) – d-ca kpt. Louis Dio
    - część 4 batalionu piechoty – d-ca por. Raymond Dronne
    - część 1 kompanii czołgów (czołgi Hotchkiss H-39)– d-ca por. Jean Volvey
    - bateria artylerii (działa 75 mm) – d-ca kpt. Jean-Claude Laurent-Champrosay

  - Grupa „Parent” (Groupement „Parent”)
    - część 1 batalionu piechoty – d-ca kpt. Guy Baucheron de Boissoudy
    - część batalionu Point d'Appui de Pointe-Noire – d-ca por. Duclerc
    - część 1 batalionu strzelców morskich – d-ca EV. Le Bourgeois
    - część d’Artillerie Coloniale de Pointe-Noire – d-ca por. Lucciani

  - Grupa „Delange” (Groupement „Delange”) – d-ca mjr Raymond Delange
    - część 1 batalionu piechoty – d-ca mjr R. Delange

  - Grupa „Koenig” (Groupement „Kœnig”) – d-ca płk Marie Pierre Kœnig
    - część 13 półbrygady Legii Cudzoziemskiej – d-ca płk M. P. Koenig

Łącznie siły te liczyły ponad 1 tys. żołnierzy.
- Siły morskie – d-ca kmdr ppor. Georges Thierry d’Argenlieu
  - awizo „Savorgnan de Brazza”
  - awizo „Commandant Dominé"
  - statek handlowy „Casamance"
- Siły lotnicze
  - Lotnicza grupa bojowa n°1 FAFL – d-ca Lionel de Marmi

Wojska Francji Vichy – d-ca gen. Marcel Têtu
Łącznie liczyły ok. 4 tys. żołnierzy